# 蜂筑
蜂筑（？—？），佤名岩西歪，官名向中土（又作香准图），云南沧源班老部落王，也称“葫芦王”。“蜂筑”是傣语和佤语混合的名称，意为“掌玺之宰臣”。清乾隆八年（1743年）与石屏人吴尚贤合作开办茂隆银厂，立下木刻为凭据各执一半保存，茂隆银厂成为当时云南最大的银厂之一。